# Podział administracyjny Polinezji Francuskiej

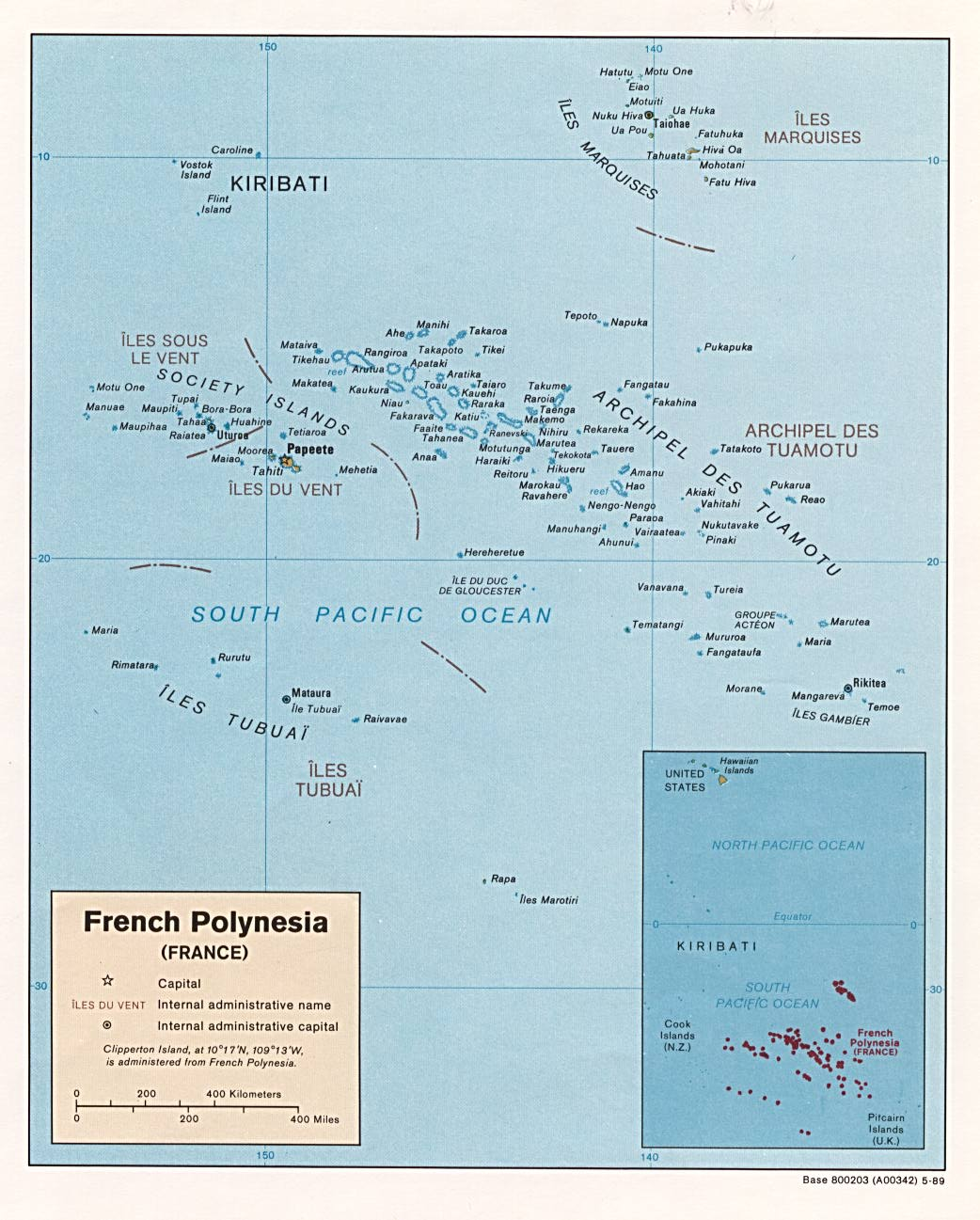
Mapa Polinezji Francuskiej z zaznaczonymi jednostkami administracyjnymi

Polinezja Francuska podzielona jest, zgodnie z podziałem administracyjnym wprowadzonym w 1972, na pięć jednostek administracyjnych, obejmujących główne archipelagi:
- Îles sous le Vent (Wyspy Pod Wiatrem); stolica: Utorua; powierzchnia: 471 km²; ludność: 32 914 (2007)
- Îles du Vent (Wyspy Na Wietrze); stolica: Papeete; powierzchnia: 1176 km²; ludność: 202 225 (2007)
- Îles Tuamotu-Gambier (Tuamotu i Wyspy Gambiera); stolica: Papeete; powierzchnia: 916 km²; ludność: 16 425 (2007)
- Îles Marquises (Markizy); stolica: Taiohae; powierzchnia: 1276 km²; ludność: 9164 (2007)
- Îles Australes, Îles Tubuai; stolica: Mataura; powierzchnia: 48 km²; ludność: 6207 (2007)

Jednostkami drugiego rzędu są gminy (commune), których jest łącznie 48:
- Wyspy Pod Wiatrem:
  - Commune de Bora-Bora
  - Commune de Huahine
  - Commune de Maupiti
  - Commune de Tahaa
  - Commune de Taputapuatea
  - Commune de Tumaraa
  - Commune de Uturoa
- Wyspy Na Wietrze:
  - Commune de Arue
  - Commune de Faaa
  - Commune de Hitiaa O Te Ra
  - Commune de Mahina
  - Commune de Moorea-Maiao
  - Commune de Paea
  - Commune de Papara
  - Commune de Papeete
  - Commune de Pirae
  - Commune de Punaauia
  - Commune de Taiarapu-Est
  - Commune de Taiarapu-Ouest
  - Commune de Teva I Uta
- Wyspy Tuamotu i Gambiera:
  - Commune de Anaa
  - Commune de Arutua
  - Commune de Fakarava
  - Commune de Fangatau
  - Commune de Gambier
  - Commune de Hao
  - Commune de Hikueru
  - Commune de Makemo
  - Commune de Manihi
  - Commune de Napuka
  - Commune de Nukutavake
  - Commune de Puka Puka
  - Commune de Rangiroa
  - Commune de Reao
  - Commune de Takaroa
  - Commune de Tatakoto
  - Commune de Tureia
- Markizy:
  - Commune de Fatu Hiva
  - Commune de Hiva Oa
  - Commune de Nuku Hiva
  - Commune de Tahuata
  - Commune de Ua Huka
  - Commune de Ua Pou
- Îles Australes:
  - Commune de Raivavae
  - Commune de Rapa
  - Commune de Rimatara
  - Commune de Rurutu
  - Commune de Tubuai